# 1654 Bojeva
1654 Bojeva (1931 TL) là một tiểu hành tinh vành đai chính được phát hiện ngày 8 tháng 10 năm 1931 bởi Shajn, P. ở Simeis.